# Sofia Fedorova
Pour les articles homonymes, voir Fedorova.

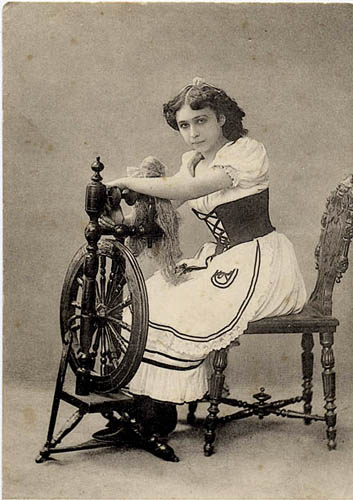
Sofia Fedorova dans le rôle de Lise dans La Fille mal gardée, 1915

Sofia Fedorova (en russe : Софья Васильевна Фёдорова), née à Moscou en Russie le 28 septembre 1879 et morte à Neuilly-sur-Seine en France le 3 janvier 1963, est une danseuse de ballet.

## Biographie
Sofia Fedorova est née au sein d’une famille gitane. Son père est mort jeune et la famille de trois enfants s'est retrouvée sans moyen de subsistance. Les trois enfants (Sofia, Olga, Michail) ont été placés à l'École impériale de théâtre de Moscou pour suivre un enseignement libre et gratuit. Tous trois deviendront des danseurs classiques.
Sofia Fedorova a été élève de Nikolaï Domashev et Vassili Tikhomirov,. Immédiatement après l'obtention de son diplôme le 1er septembre 1899, elle est acceptée dans la troupe de ballet du théâtre Bolchoï. Selon la tradition théâtrale, elle est devenue connue sous le nom Fedorova-2, en raison d'une homonyme antérieur dans le corps de ballet,. Sa sœur Olga a été nommée Fedorova-3. En 1900, elle a remplacé avec succès Ekaterina Gueltzer, dans le rôle Mercédès de Don Quichotte. Très vite, Sofia Fedorova a reçu le titre de première danseuse de Théâtre Bolchoï. En parallèle de 1909 à 1913, elle a pris part à des saisons des Ballets russes de Serge de Diaghilev à Paris où son frère, Mikhail Fedorov avait déjà travaillé. Elle danse lors de la création de Petrouchka de Stravinsky , chorégraphie de Fokine, le 13 juin 1911? au théâtre du Chatelet,.
Elle a participé à une grande partie du répertoire du Théâtre Bolchoï - notamment en dansant de nombreux ballets du chorégraphe Alexandre Gorski dont : 
- Don Quichotte : Mercédès et la Danseuse dans la rue
- 1901 : Le Petit Cheval bossu : la Reine
- 1902 : La Fille de Gudule : Esmeralde
- 1903 : Le Poisson doré : la Vieille
- 1906 : Rober et Bertram : Selestène
- 1907 : La Fleur rouge («Аленький цветочек») : la danse espagnole
- 1910 : Salambo : l'esclave
- La Fille du pharaon : Khita
- La Belle au bois dormant : la Chatte
- La Fille mal gardée : Lise
- Le Corsaire : Gulnara et Médora
- La Bayadère : la danse indienne
- Coppélia : la Danseuse du czardas
- Giselle, ou les Wilis : Giselle

Un de ses rôles principaux a été Giselle dans le ballet d’Alexandre Gorski Giselle, ou les Wilis en 1913. Après l’exécution de ce rôle, Fedorova connut des problèmes nerveux. Ses rôles se sont faits dès lors rares, et après la Révolution d’octobre et l'arrivée au pouvoir des Bolcheviks, elle a cessé de recevoir un salaire. Au début de 1919 elle quitte Moscou pour Petrograd, où son mari Petr Olénine (ru), un célèbre chanteur et directeur de productions d’opéra travaillait dans le théâtre Mariinsky. Après sa mort le 28 janvier 1922, elle quitte la même année l'Union soviétique.
Elle entame alors une carrière d'étoile invitée à travailler pour différentes compagnies. Elle a dansé à Berlin, puis elle est allée à Paris. Dans les années 1925-1926 elle a travaillé en compagnie d’Anna Pavlova. En 1928, Serge de Diaghilev l'invite à danser pour les Ballets russes. Elle donne également des leçons de danse à des élèves, dont Alicia Alonso.
À partir de 1930, son état nerveux se dégrade, nécessitant une hospitalisation. Elle meurt en 1963. Elle est inhumée au cimetière nouveau de Neuilly-sur-Seine.